# Virginia Bergin
Virginia Bergin (* 1966 in Abingdon, England) ist eine britische Autorin von Endzeit-Romanen.

## Leben
Bergin wuchs in Abingdon, Oxfordshire auf. Sie studierte Psychologie in Oxford und begann ein Studium an der Hochschule für Kunst und Design in London, ehe sie sich dem Kreativen Schreiben zuwandte. Nach Gedichten und Kurzgeschichten schrieb Bergin zunächst mehrere Drehbücher und TV-Skripte. Auch ihr Debütroman Rain – Das tödliche Element existierte zunächst als Drehbuch, das im Fahrwasser des Erfolgs von Die Tribute von Panem entstand.
Für ihren dritten Roman Who Runs the World? wurde sie 2018 mit dem James Tiptree, Jr. Award für 2017 ausgezeichnet.

## Werke
Reihe H2O/Rain
- H2O (2014, im UK unter dem Titel Rain)
  - Deutsch: Rain –  Das tödliche Element. Fischer, 2016, ISBN 978-3-7335-0072-6.
- The Storm (2015)
  - Deutsch: Storm – Die Auserwählte. Fischer, 2016, ISBN 978-3-7336-0105-8.

Einzelromane
- Who Runs the World? (2017); auch unter dem Titel The X Y erschienen